# Disterigma pentandrum
Disterigma pentandrum är en ljungväxtart som beskrevs av Joseph Blake. Disterigma pentandrum ingår i släktet Disterigma och familjen ljungväxter. Inga underarter finns listade i Catalogue of Life.